# Hyderabad (Pakistan)
Vegeu Hyderabad (Índia) per a la ciutat homònima de l'estat d'Andhra Pradesh, a l'Índia.
Hyderabad o Haiderabad (sindi حیدرآباد urdú حیدرآباد Haidarābād) és una ciutat situada al sud del Pakistan al costat del riu Indus i propera a la desembocadura del delta d'aquest, a la província de Sind. Fou capital del Sind (1947-1955) i fins a la creació del Pakistan va ser coneguda com la París de l'Índia perquè els seus carrers eren netejats amb aigua del riu. És capital del districte d'Hyderabad (Pakistan).

## Població
L'any 2000 tenia 1.348.288 habitants i era la sisena ciutat del Pakistan i la segona del Sind. La població anterior era:
- 1872: 43.088
- 1881: 48.153
- 1891: 58.048
- 1901: 69.378

## Història

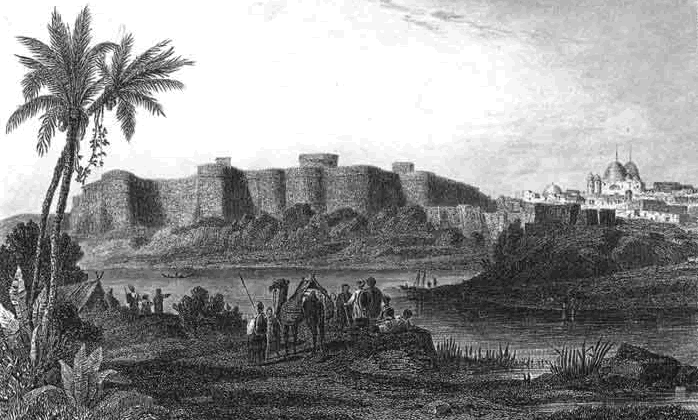
Pacco Qillo

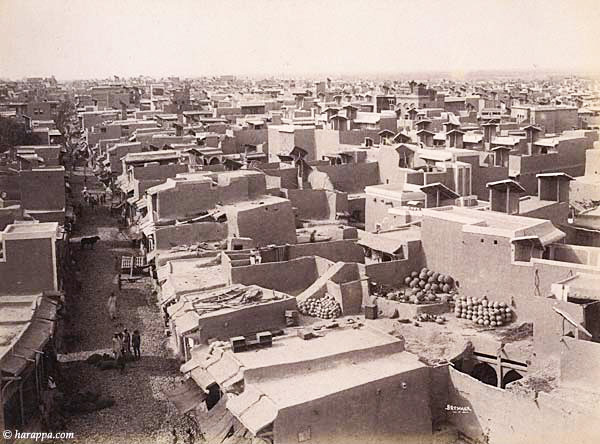
Hyderabad al final del segle XIX

La ciutat estava sota govern d'un senyor hindú de nom Neroon (Nerun). La tradició popular va donar a la ciutat el nom de Nerankot o Neroon Kot نيرون ڪوٽ (Ciutat de Nerun). Governava quan fou conquerida vers el 711/712 per un exèrcit musulmà dirigit per Muhammad ibn Kasim; Neroon fou destronat. La ciutat va seguir la història del Sind; era aleshores només un petit pobles pesquer (pesca fluvial) sense importància.
Sota domini mogol, el governador de Sind, Yar Muhammad Khan Kalhora va esdevenir governador i sobirà de facto entre 1718 i 1720. Muhammad Khan Kalhora pertanyia a la tribu dels kalhores (کلہوڑا), la més influent de la regió 
L'Indus va canviar el curs vers el 1757 a causa dels monsons, i va seguir un període d'inundacions a la vora del riu; la capital d'aleshores, Khudabad prop de Dadu, fou inundada repetidament. El sobirà kalhora Mir Ghulam Shah, després de ser expulsat cap al desert, va retornar i va enderrocar als seu germans usurpadors vers 1765 i va decidir canviar la capital, establint-la a Nerankot on va construir un fort; fou rebatejada Hyderabad o Haiderabad (1768) en honor d'Alí ibn Abi Tàlib conegut també com a Haidar, i el fort es va dir Pacco Quilo (Fort Poderós پڪو قلعو). Fou coneguda com el Cor del Sind. La construcció fou completada pel seu fill Sarfraz Khan el 1782. Fou també un dels centres principals de la dinastia Talpur (1783-1843) quan Mir Fateh Ali Khan Talpur s'hi va traslladar des de Khudabad el 1789; junt amb els seus tres germans van tenir seu a la ciutat i foren coneguts com a char yar (els quatre amics).
Des del 1768 esdevingué la ciutat principal de la regió i fou prop d'ella on foren lliurades les batlles de Muni o Meeanee (Miani) el 17 de febrer de 1843, i de Dabo el març de 1843, que van decidir la sort de Sind que va passar als britànics, que el 24 de març van entrar a Hyderabad. Les tombes dels governants kalhora i talpur es troben a la ciutat d'Hyderabad.
La ciutat fou integrada a la presidència de Bombai i el territori va formar un districte. Quan es va crear la província de Sind, Karachi en fou declarada la capital, ja que la Companyia Britànica de les Índies Orientals hi tenia una seu. El 1853 es va crear la municipalitat. El 1861 s'hi va traslladar l'arsenal de la província. El 1872 tenia 43.088 habitants, passant a 48.153 el 1881, 58.048 el 1891 i 69.378 el 1901; en aquests temps hi dominava l'hinduisme (2 hindús per cada musulmà).
Les comunitats hindús i musulmanes van viure en pau, perquè abans que tot es consideraven sindis; però quan els musulmans que fugien de l'Índia, els mohajirs, van arribar a la ciutat, la violència va esclatar; els hindús van haver de fugir a l'Índia; després de restablerta la tranquil·litat molts hindús van tractar de retornar però no els fou permès i les seves propietats van passar als mohajirs. El govern pakistanès va crear dues ciutats a l'entorn, Latifabad (en honor del poeta sindi Shah Abdul Latif Bhita'i) i Qasimabad (pel primer conqueridor musulmà). L'arribada dels mohajirs en gran nombre va convertir a Hyderabad en la primera ciutat en població del Sind i el 1947 fou declarada capital del Sind, posició que va mantenir fins al 1955 quan Karachi va recuperar aquest rang. La municipilatat fou incorporada el 1953.
En els anys vuitanta van esclatar sovint disturbis i lluites entre sindis i mohajirs; els primers es van establir principalment al suburbi de Qasimabad i els mohajirs al de Latifabad.

## Geografia i clima
Està situada a 25.367°N latitud i 68.367°E longitud, a la riba oriental de l'Indus; és la segona ciutat del Sind després de la capital Karachi. El 2000 se li estimava una població d'1.348.288 habitants

## Economia
És un centre comercial pels productes agrícoles de la rodalia, amb indústries tèxtils, del sucre, ciment, vidre, sabó, gel, paper, pots, plàstics, i pel·lícules entre d'altres.

## Llocs interessants

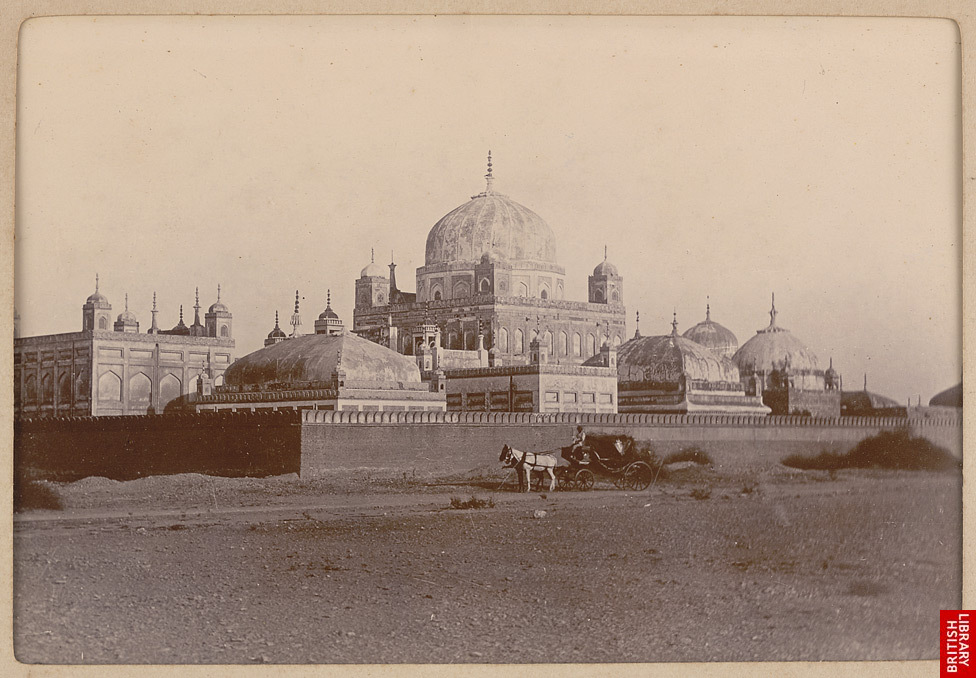
Tombes dels mirs talpurs

- Amri, muralla fortificada pre-Harappa, jaciment arqueològic del 3600 aC
- Pacco Qilo, fort d'Hyderabad del segle XVII
- Tombes dels mirs talpurs
- Agham Kot, jaciment arqueològic amb restes i tombes d'un antic imperi
- Rani Bagh, antic zoo que va agafar el nom de la reina (rani) d'Anglaterra Victòria, avui un parc amb animals
- Parc Hussainabad, parc central amb un llac artificial
- Parc Mustafà, parc amb representacions a escala d'animals
- Fort de Ranikot, a uns 90 km
- Museu del Sind
- Institut de Sindilògia, sobre la història i societat del Sind, dependent de la universitat de Sind
- Universitat del Sind fundada el 1947 a Karachi i traslladada a Hyderabad el 1951, amb 32 facultats.
- Resham Ghiti, Chhotki Ghiti i Shahi Bazaar, mercats
- Indus, el riu que passa al costat de la ciutat.
- Torre del rellotge del Mercat de Navalrai, de 1914
- Residència Badshahi oo Palau del príncep Mir Hassan Ali Khan Talpur
- Nova Hyderabad, àrea de desenvolupament privada als afores amb el parc Lake View i jardins
- Universitat de l'Est
- Universitat Isra
- Biblioteca Moullana Hasrat Mohani
- Biblioteca Allama Daudpota